# Barry Horne
Barry Horne (Northampton, 17 de març de 1952 - Worcester, 5 de novembre de 2001) va ser un activista animalista anglès en favor dels drets dels animals que va morir després de du a terme 4 vagues de fam mentre complia una condemna de 18 anys de presó per atacar amb explosius un comerç de Bristol que venia abrics de pell. Horne va afirmar que el seu propòsit era persuadir el govern britànic d'encetar un debat públic sobre la vivisecció al Regne Unit, cosa que el Partit Laborista havia promès quan va arribar al poder el 1997.
La seva trajectòria en l'activisme contra l'explotació animal i l'acció directa pels drets dels animals i la seva mort l'han convertit en un referent històric mundial.

## Biografia
Escombriaire de professió, divorciat i amb un fill petit, considerava que tots els animals, humans o no, tenen dret a viure en llibertat i sense ser maltractats o explotats de cap manera. Des dels casos més clars, com la indústria de la carn i del cuir, fins a d'altres menys evidents, com els zoològics i la producció de mel. Horne va atreure l'atenció pública a la dècada del 1980 després de l'intent d'alliberar Rocky, un dofí mular confinat en una petita piscina de ciment al Marineland de Morecambe, al comtat de Lancashire, acció que li va comportar una multa i una sentència de 6 mesos de presó. Tot i el fracàs de l'acció, va endegar un gran debat social i es van activar diverses campanyes que, cinc anys després, van aconseguir el tancament de tots els delfinaris del Regne Unit. Una altra de les accions més conegudes que va dur a terme Horne va tenir lloc l'any 1990, quan, amb altres activistes, va rescatar gairebé una trentena de conills i més de vuitanta gossos de l'empresa Harlan Interfauna, la qual es dedicava a la venda d'animals per a l'experimentació i testat de productes farmacèutics i d'alimentació.
Durant els següents anys de la seva vida, Horne va ser arrestat i condemnat a presó nombroses vegades per altres accions de sabotatge a empreses dedicades l'explotació animal. La majoria d'aquelles accions implicaven explosius o altres artefactes incendiaris, tot i que mai no va tenir l'objectiu d'atemptar contra la integritat física dels treballadors d'aquelles empreses, sinó causar danys econòmics a la indústria d'explotació animal i, sobretot, per mantenir viu i en boca de tothom el debat antiespecista.
A començament de la dècada del 1990, se'l va acusar d'iniciar «una campanya incendiària» ja que se li va imputar l'incendi de 1994 que va destruir les instal·lacions de l'empresa Boots the Chemists de Newport, a l'Illa de Wight, que va causar un dany econòmic estimat en 3 milions de lliures esterlines.

### Mort
Barry Horne va morir el matí del 5 de novembre de 2001 a causa d'una insuficiència hepàtica, a l'edat de 49 anys, després d'una vaga de fam a la presó que sostenia des del 21 d'octubre. No havia ingerit aliments en 15 dies i estava debilitat per vagues de fam anteriors, de les quals la més llarga havia durat 68 dies el 1998 i el va deixar parcialment cec i amb problemes als ronyons. En el funeral de Horne, activistes pels drets dels animals, molts dels quals el consideren un heroi, mostraren una pancarta amb el missatge «Labour lied, Barry died».
La reacció dels mitjans de comunicació a la seva protesta i a la seva mort va ser hostil, on va ser àmpliament descrit com a terrorista per periodistes i polítics. El periodista Kevin Toolis va escriure a The Guardian: «en vida no va ser ningú, un escombriaire convertit en incendiari. Però mort, Barry Horne s'alça com el primer veritable màrtir del més reeixit grup terrorista que la Gran Bretanya ha conegut mai, el moviment pels drets dels animals».